# Danbuk-myeon
Danbuk-myeon (koreanska: 단북면)är en socken i kommunen Uiseong-gun i provinsen Norra Gyeongsang i den centrala delen av Sydkorea, 180 km sydost om huvudstaden Seoul.